# Стороженко, Виктор Гаврилович
Виктор Гаврилович Стороженко (6 сентября 1940 — 13 мая 1988) — советский режиссёр студии «Укртелефильм».

## Биография
Родился 6 сентября 1940 года в Царичанском районе Днепропетровской области.
В 1962 году окончил филологический факультет Харьковского университета, а 1968 году окончил режиссёрский факультет КГИТИ им. Карпенко-Карого и три года работал ассистентом режиссёра на студии «Укркинохроника».
С 1971 года — режиссёр студии «Укртелефильм».
Жил в Киеве по адресу Проспект 40 лет Октября, 126.
Умер 13 мая 1988 года в Карпатах во время съёмок очередного фильма.

## Фильмография
Художественные фильмы:
- 1971 — Золотые литавры — по мотивам новеллы Олеся Гончара «Подсолнухи»
- 1974 — Лето в Журавлином — по роману Дмитрия Бедэика «Сердце моего друга»
- 1975 — Песня всегда с нами — музыкальный фильм, песни в исполнении Софии Ротару

Документальные фильмы:
- 1968 — Украина, песня моя (документальный)
- 1969 — В моем сердце Верховина (документальный)
- 1969 — Сергей Подолинский (документальный, об учёном С. А. Подолинском)
- 1970 — Музыка Веделя (документальный)
- 1970 — Преодолевая земное притяжение (документальный)
- 1971 — Довженкова земля (документальный)
- 1973 — Душа моя поет
- 1973 — Золотая осень
- 1973 — Радуга народных талантов
- 1976 — Украинский балет на льду (документальный)
- 1977 — Одержимость
- 1978 — Зрелость
- 1987 — Элина Быстрицкая. Портрет одной весны (документальный, о Народной артистке СССР Элине Быстрицкой)